# Oberhürxtal
Oberhürxtal ist eine Hofschaft in Halver im Märkischen Kreis im Regierungsbezirk Arnsberg in Nordrhein-Westfalen (Deutschland).

## Lage und Beschreibung
Oberhürxtal liegt nördlich vom Halveraner Hauptort auf der Wasserscheide der Flusssysteme Ennepe und Volme an der Landesstraße L528. Nachbarorte sind neben einem Gewerbegebiet des Hauptortes Oege, Löhbach, Niederhürxtal, Dicksiepen und Oberlangenscheid. Bei Oberhürxtal entspringt der Schlechtenbach, ein Nebenfluss der Bräumke.

## Geschichte
Oberhürxtal wurde erstmals 1807, dem Jahr der Besiedelung, urkundlich erwähnt. Der Ort ist ein Abspliss von Haus Heide.
1818 lebten 26 Einwohner im Ort. 1838 gehörte Oberhürxtal der Kamscheider Bauerschaft innerhalb der Bürgermeisterei Halver an und wurde zu dieser Zeit Hürxtal genannt. Der laut der Ortschafts- und Entfernungs-Tabelle des Regierungs-Bezirks Arnsberg als Hof bezeichnete Ort besaß zu dieser Zeit zwei Wohnhäuser, eine Fabrik bzw. Mühle und vier landwirtschaftliche Gebäude. Zu dieser Zeit lebten 14 Einwohner im Ort, allesamt evangelischen Glaubens.
Das Gemeindelexikon für die Provinz Westfalen von 1887 gibt eine Zahl von 27 Einwohnern an, die in zwei Wohnhäusern lebten.
An Oberhürxtal verlief auf der Trasse der heutigen Landesstraße L528 eine Altstraße von Halver über Wipperfürth, Halver, Kierspe nach Meinerzhagen vorbei, der Hileweg, ein bedeutender frühmittelalterlicher (nach anderen Ansichten bereits frühgeschichtlicher) Handels-, Pilger- und Heerweg.